# Список астероїдів (14901—15000)
| Назва                                  | Тимчасове позначення | Дата відкриття    | Місце відкриття                   | Відкривач                        |
| -------------------------------------- | -------------------- | ----------------- | --------------------------------- | -------------------------------- |
| (14901) 1992 SH                        | 1992 SH              | 21 вересня 1992   | Обсерваторія Кітамі               | Масаюкі Янаї, Кадзуро Ватанабе   |
| 14902 Міяірі (Miyairi)                 | 1993 BE2             | 17 січня 1993     | Обсерваторія Яцуґатаке-Кобутізава | Йошіо Кушіда, Осаму Мурамацу     |
| (14903) 1993 DF2                       | 1993 DF2             | 25 лютого 1993    | Обсерваторія Кушіро               | Сейджі Уеда, Хіроші Канеда       |
| (14904) 1993 FM14                      | 1993 FM14            | 17 березня 1993   | Обсерваторія Ла-Сілья             | UESAC                            |
| (14905) 1993 FV27                      | 1993 FV27            | 21 березня 1993   | Обсерваторія Ла-Сілья             | UESAC                            |
| (14906) 1993 NJ1                       | 1993 NJ1             | 12 липня 1993     | Обсерваторія Ла-Сілья             | Ерік Вальтер Ельст               |
| (14907) 1993 OF3                       | 1993 OF3             | 20 липня 1993     | Обсерваторія Ла-Сілья             | Ерік Вальтер Ельст               |
| (14908) 1993 OQ4                       | 1993 OQ4             | 20 липня 1993     | Обсерваторія Ла-Сілья             | Ерік Вальтер Ельст               |
| 14909 Камчатка (Kamchatka)             | 1993 PY3             | 14 серпня 1993    | Коссоль                           | Ерік Вальтер Ельст               |
| (14910) 1993 QR4                       | 1993 QR4             | 18 серпня 1993    | Коссоль                           | Ерік Вальтер Ельст               |
| (14911) 1993 RH2                       | 1993 RH2             | 15 вересня 1993   | Обсерваторія Кітамі               | Кін Ендате, Кадзуро Ватанабе     |
| (14912) 1993 RP3                       | 1993 RP3             | 12 вересня 1993   | Паломарська обсерваторія          | PCAS                             |
| (14913) 1993 RP7                       | 1993 RP7             | 15 вересня 1993   | Обсерваторія Ла-Сілья             | Ерік Вальтер Ельст               |
| 14914 Moreux                           | 1993 TM26            | 9 жовтня 1993     | Обсерваторія Ла-Сілья             | Ерік Вальтер Ельст               |
| (14915) 1993 UM8                       | 1993 UM8             | 20 жовтня 1993    | Обсерваторія Ла-Сілья             | Ерік Вальтер Ельст               |
| (14916) 1993 VV7                       | 1993 VV7             | 10 листопада 1993 | Обсерваторія Сайдинг-Спрінг       | Ґордон Ґаррард                   |
| 14917 Тако (Taco)                      | 1994 AD11            | 8 січня 1994      | Обсерваторія Кітт-Пік             | Spacewatch                       |
| (14918) 1994 BP4                       | 1994 BP4             | 21 січня 1994     | Мерида (Венесуела)                | Орландо Наранхо                  |
| 14919 Робертохавер (Robertohaver)      | 1994 PG              | 6 серпня 1994     | Обсерваторія Пістоїєзе            | Андреа Боаттіні, Маура Томбеллі  |
| (14920) 1994 PE33                      | 1994 PE33            | 12 серпня 1994    | Обсерваторія Ла-Сілья             | Ерік Вальтер Ельст               |
| (14921) 1994 QA                        | 1994 QA              | 16 серпня 1994    | Обсерваторія Сайдинг-Спрінг       | Ґордон Ґаррард                   |
| (14922) 1994 TA3                       | 1994 TA3             | 2 жовтня 1994     | Обсерваторія Кітамі               | Кін Ендате, Кадзуро Ватанабе     |
| (14923) 1994 TU3                       | 1994 TU3             | 7 жовтня 1994     | Паломарська обсерваторія          | Кеннет Лоренс                    |
| (14924) 1994 VZ                        | 1994 VZ              | 3 листопада 1994  | Обсерваторія Наті-Кацуура         | Йошісада Шімідзу, Такеші Урата   |
| 14925 Наоко (Naoko)                    | 1994 VU2             | 4 листопада 1994  | Обсерваторія Кітамі               | Кін Ендате, Кадзуро Ватанабе     |
| 14926 Хосіде (Hoshide)                 | 1994 VB3             | 4 листопада 1994  | Обсерваторія Кітамі               | Кін Ендате, Кадзуро Ватанабе     |
| 14927 Сатосі (Satoshi)                 | 1994 VW6             | 1 листопада 1994  | Обсерваторія Кітамі               | Кін Ендате, Кадзуро Ватанабе     |
| (14928) 1994 WN1                       | 1994 WN1             | 27 листопада 1994 | Обсерваторія Оїдзумі              | Такао Кобаяші                    |
| (14929) 1994 WP1                       | 1994 WP1             | 27 листопада 1994 | Обсерваторія Оїдзумі              | Такао Кобаяші                    |
| (14930) 1994 WL3                       | 1994 WL3             | 28 листопада 1994 | Обсерваторія Кушіро               | Сейджі Уеда, Хіроші Канеда       |
| (14931) 1994 WR3                       | 1994 WR3             | 27 листопада 1994 | Касіхара                          | Фуміякі Уто                      |
| (14932) 1994 YC                        | 1994 YC              | 24 грудня 1994    | Обсерваторія Оїдзумі              | Такао Кобаяші                    |
| (14933) 1994 YX                        | 1994 YX              | 28 грудня 1994    | Обсерваторія Оїдзумі              | Такао Кобаяші                    |
| (14934) 1995 BP                        | 1995 BP              | 23 січня 1995     | Обсерваторія Оїдзумі              | Такао Кобаяші                    |
| (14935) 1995 BP1                       | 1995 BP1             | 25 січня 1995     | Обсерваторія Оїдзумі              | Такао Кобаяші                    |
| (14936) 1995 BU2                       | 1995 BU2             | 27 січня 1995     | Обсерваторія Наті-Кацуура         | Йошісада Шімідзу, Такеші Урата   |
| 14937 Тьорск (Thirsk)                  | 1995 CP3             | 1 лютого 1995     | Обсерваторія Кітт-Пік             | Spacewatch                       |
| (14938) 1995 DN                        | 1995 DN              | 21 лютого 1995    | Обсерваторія Оїдзумі              | Такао Кобаяші                    |
| 14939 Норікура (Norikura)              | 1995 DG1             | 21 лютого 1995    | Обсерваторія Кума Коґен           | Акімаса Накамура                 |
| 14940 Фрайліґрат (Freiligrath)         | 1995 EL8             | 4 березня 1995    | Обсерваторія Карла Шварцшильда    | Ф. Бернґен                       |
| 14941 Томсвіфт (Tomswift)              | 1995 FY2             | 23 березня 1995   | Обсерваторія Кітт-Пік             | Spacewatch                       |
| 14942 Стівбейкер (Stevebaker)          | 1995 MA              | 21 червня 1995    | Обсерваторія Галеакала            | AMOS                             |
| (14943) 1995 VD19                      | 1995 VD19            | 15 листопада 1995 | Станція Сінлун                    | SCAP                             |
| (14944) 1995 YV                        | 1995 YV              | 19 грудня 1995    | Обсерваторія Оїдзумі              | Такао Кобаяші                    |
| (14945) 1995 YM3                       | 1995 YM3             | 27 грудня 1995    | Обсерваторія Оїдзумі              | Такао Кобаяші                    |
| (14946) 1996 AN2                       | 1996 AN2             | 13 січня 1996     | Обсерваторія Оїдзумі              | Такао Кобаяші                    |
| 14947 Луїджібуссоліно (Luigibussolino) | 1996 AB4             | 15 січня 1996     | Обсерваторія Азіаґо               | Маура Томбеллі, Уліссе Мунарі    |
| (14948) 1996 BA                        | 1996 BA              | 16 січня 1996     | Обсерваторія Клеть                | Обсерваторія Клеть               |
| (14949) 1996 BA2                       | 1996 BA2             | 24 січня 1996     | Обсерваторія Оїдзумі              | Такао Кобаяші                    |
| (14950) 1996 BE2                       | 1996 BE2             | 18 січня 1996     | Обсерваторія Кушіро               | Сейджі Уеда, Хіроші Канеда       |
| (14951) 1996 BS2                       | 1996 BS2             | 26 січня 1996     | Обсерваторія Оїдзумі              | Такао Кобаяші                    |
| (14952) 1996 CQ                        | 1996 CQ              | 1 лютого 1996     | Станція Сінлун                    | SCAP                             |
| 14953 Бевілакка (Bevilacqua)           | 1996 CB3             | 13 лютого 1996    | Обсерваторія Азіаґо               | Маура Томбеллі, Джузеппе Форті   |
| (14954) 1996 DL                        | 1996 DL              | 16 лютого 1996    | Обсерваторія Галеакала            | NEAT                             |
| (14955) 1996 DX                        | 1996 DX              | 21 лютого 1996    | Обсерваторія Оїдзумі              | Такао Кобаяші                    |
| (14956) 1996 DB1                       | 1996 DB1             | 22 лютого 1996    | Обсерваторія Оїдзумі              | Такао Кобаяші                    |
| (14957) 1996 HQ22                      | 1996 HQ22            | 20 квітня 1996    | Обсерваторія Ла-Сілья             | Ерік Вальтер Ельст               |
| (14958) 1996 JK1                       | 1996 JK1             | 15 травня 1996    | Обсерваторія Галеакала            | NEAT                             |
| 14959 TRIUMF                           | 1996 JT3             | 9 травня 1996     | Обсерваторія Кітт-Пік             | Spacewatch                       |
| 14960 Юл (Yule)                        | 1996 KO              | 21 травня 1996    | Прескоттська обсерваторія         | Пол Комба                        |
| 14961 д'Отерош (d'Auteroche)           | 1996 LV3             | 8 червня 1996     | Обсерваторія Ла-Сілья             | Ерік Вальтер Ельст               |
| 14962 Masanoriabe                      | 1996 TL15            | 9 жовтня 1996     | Обсерваторія Наніо                | Томімару Окуні                   |
| 14963 Toshikazu                        | 1996 TM15            | 11 жовтня 1996    | Обсерваторія Наніо                | Томімару Окуні                   |
| 14964 Робертобаккі (Robertobacci)      | 1996 VS              | 2 листопада 1996  | Обсерваторія Пістоїєзе            | Лучано Тезі, Ґабріеле Каттані    |
| 14965 Бонк (Bonk)                      | 1997 KC              | 24 травня 1997    | Борнгайм                          | Н. Ерінг                         |
| 14966 Юрійвега (Jurijvega)             | 1997 OU2             | 30 липня 1997     | Обсерваторія Чрні Врх             | Герман Мікуж                     |
| 14967 Мадрид (Madrid)                  | 1997 PF4             | 6 серпня 1997     | Обсерваторія Мальорки             | Ангел Лопес, Рафаель Пачеко      |
| 14968 Кубачек (Kubacek)                | 1997 QG              | 23 серпня 1997    | Обсерваторія Модри                | Адріан Галад, А. Правда          |
| 14969 Віллакатер (Willacather)         | 1997 QC1             | 28 серпня 1997    | Обсерваторія Лайм-Крік            | Роберт Ліндергольм               |
| (14970) 1997 QA2                       | 1997 QA2             | 25 серпня 1997    | Обсерваторія Дінік                | Ацуші Суґіе                      |
| (14971) 1997 QN3                       | 1997 QN3             | 30 серпня 1997    | Коссоль                           | ODAS                             |
| 14972 Оліено (Olihainaut)              | 1997 QP3             | 30 серпня 1997    | Коссоль                           | ODAS                             |
| 14973 Россірозіна (Rossirosina)        | 1997 RZ              | 1 вересня 1997    | Обсерваторія Пістоїєзе            | Андреа Боаттіні                  |
| 14974 Початки (Pocatky)                | 1997 SK1             | 22 вересня 1997   | Обсерваторія Клеть                | Мілош Тіхі                       |
| 14975 Серасін (Serasin)                | 1997 SA3             | 24 вересня 1997   | Фарра-д'Ізонцо                    | Фарра-д'Ізонцо                   |
| 14976 Йозефчапек (Josefcapek)          | 1997 SD4             | 27 вересня 1997   | Обсерваторія Ондржейов            | Петр Правец                      |
| 14977 Бресслер (Bressler)              | 1997 SE4             | 26 вересня 1997   | Лінц                              | Е. Мейєр                         |
| (14978) 1997 SD25                      | 1997 SD25            | 30 вересня 1997   | Обсерваторія Уенохара             | Нобухіро Кавасато                |
| (14979) 1997 TK1                       | 1997 TK1             | 3 жовтня 1997     | Коссоль                           | ODAS                             |
| 14980 Густавбром (Gustavbrom)          | 1997 TW9             | 5 жовтня 1997     | Обсерваторія Ондржейов            | Ленка Коткова                    |
| (14981) 1997 TY17                      | 1997 TY17            | 6 жовтня 1997     | Обсерваторія Кітамі               | Кін Ендате, Кадзуро Ватанабе     |
| (14982) 1997 TH19                      | 1997 TH19            | 8 жовтня 1997     | Обсерваторія Ґекко                | Тецуо Каґава, Такеші Урата       |
| (14983) 1997 TE25                      | 1997 TE25            | 12 жовтня 1997    | Обсерваторія Ренд                 | Джордж Віском                    |
| (14984) 1997 TN26                      | 1997 TN26            | 11 жовтня 1997    | Обсерваторія Кушіро               | Сейджі Уеда, Хіроші Канеда       |
| (14985) 1997 UU2                       | 1997 UU2             | 25 жовтня 1997    | Обсерваторія Ніхондайра           | Такеші Урата                     |
| (14986) 1997 UJ3                       | 1997 UJ3             | 26 жовтня 1997    | Обсерваторія Оїдзумі              | Такао Кобаяші                    |
| (14987) 1997 UT3                       | 1997 UT3             | 26 жовтня 1997    | Обсерваторія Оїдзумі              | Такао Кобаяші                    |
| 14988 Тріггвасон (Tryggvason)          | 1997 UA7             | 25 жовтня 1997    | Обсерваторія Кітт-Пік             | Spacewatch                       |
| 14989 Татт (Tutte)                     | 1997 UB7             | 25 жовтня 1997    | Обсерваторія Кітт-Пік             | Spacewatch                       |
| 14990 Цермело (Zermelo)                | 1997 UY10            | 31 жовтня 1997    | Прескоттська обсерваторія         | Пол Комба                        |
| (14991) 1997 UV14                      | 1997 UV14            | 31 жовтня 1997    | Вумера                            | Френк Золотовскі                 |
| (14992) 1997 UY14                      | 1997 UY14            | 26 жовтня 1997    | Обсерваторія Наті-Кацуура         | Йошісада Шімідзу, Такеші Урата   |
| (14993) 1997 UC15                      | 1997 UC15            | 26 жовтня 1997    | Обсерваторія Наті-Кацуура         | Йошісада Шімідзу, Такеші Урата   |
| 14994 Уппенкамп (Uppenkamp)            | 1997 UW18            | 28 жовтня 1997    | Обсерваторія Кітт-Пік             | Spacewatch                       |
| 14995 Архітас (Archytas)               | 1997 VY1             | 5 листопада 1997  | Прескоттська обсерваторія         | Пол Комба                        |
| (14996) 1997 VY2                       | 1997 VY2             | 5 листопада 1997  | Обсерваторія Дінік                | Ацуші Суґіе                      |
| (14997) 1997 VD4                       | 1997 VD4             | 1 листопада 1997  | Обсерваторія Кушіро               | Сейджі Уеда, Хіроші Канеда       |
| (14998) 1997 VU6                       | 1997 VU6             | 1 листопада 1997  | Обсерваторія Кітамі               | Кін Ендате, Кадзуро Ватанабе     |
| (14999) 1997 VX8                       | 1997 VX8             | 9 листопада 1997  | Нюкаса                            | Масанорі Хірасава, Шохеї Судзукі |
| 15000 CCD                              | 1997 WZ16            | 23 листопада 1997 | Обсерваторія Кітт-Пік             | Spacewatch                       |

| ← Астероїди 10001—20000 → |             |             |             |             |             |             |             |             |             |
| 10001—10100               | 11001—11100 | 12001—12100 | 13001—13100 | 14001—14100 | 15001—15100 | 16001—16100 | 17001—17100 | 18001—18100 | 19001—19100 |
| 10101—10200               | 11101—11200 | 12101—12200 | 13101—13200 | 14101—14200 | 15101—15200 | 16101—16200 | 17101—17200 | 18101—18200 | 19101—19200 |
| 10201—10300               | 11201—11300 | 12201—12300 | 13201—13300 | 14201—14300 | 15201—15300 | 16201—16300 | 17201—17300 | 18201—18300 | 19201—19300 |
| 10301—10400               | 11301—11400 | 12301—12400 | 13301—13400 | 14301—14400 | 15301—15400 | 16301—16400 | 17301—17400 | 18301—18400 | 19301—19400 |
| 10401—10500               | 11401—11500 | 12401—12500 | 13401—13500 | 14401—14500 | 15401—15500 | 16401—16500 | 17401—17500 | 18401—18500 | 19401—19500 |
| 10501—10600               | 11501—11600 | 12501—12600 | 13501—13600 | 14501—14600 | 15501—15600 | 16501—16600 | 17501—17600 | 18501—18600 | 19501—19600 |
| 10601—10700               | 11601—11700 | 12601—12700 | 13601—13700 | 14601—14700 | 15601—15700 | 16601—16700 | 17601—17700 | 18601—18700 | 19601—19700 |
| 10701—10800               | 11701—11800 | 12701—12800 | 13701—13800 | 14701—14800 | 15701—15800 | 16701—16800 | 17701—17800 | 18701—18800 | 19701—19800 |
| 10801—10900               | 11801—11900 | 12801—12900 | 13801—13900 | 14801—14900 | 15801—15900 | 16801—16900 | 17801—17900 | 18801—18900 | 19801—19900 |
| 10901—11000               | 11901—12000 | 12901—13000 | 13901—14000 | 14901—15000 | 15901—16000 | 16901—17000 | 17901—18000 | 18901—19000 | 19901—20000 |